# حنیشه (روستا)
 حنیشه  به عربی ( حُنیشة )، روستایی است در دهستان المقاطر از توابع استان شبوه در کشور یمن در شبه جزیره عربستان.

## جمعیت
جمعیت آن ( ۵۵ ) نفر ( ۴ خانوار) می‌باشد.